# Panama aux Jeux sud-américains
Le Panama n'a pas participé à tous les Jeux sud-américains de manière continue. Elle participa pour la première fois à cette compétition lors de la cinquième édition qui eut lieu à Valencia en 1994.

## Historique des médailles
| Année | Pays                   | Lieu              | Position         | Or | Argent | Bronze | Total |
| ----- | ---------------------- | ----------------- | ---------------- | -- | ------ | ------ | ----- |
| 1978  | Drapeau de la Bolivie  | La Paz            | Ne participe pas | -  | -      | -      | -     |
| 1982  | Drapeau de l'Argentine | Rosario           | Ne participe pas | -  | -      | -      | -     |
| 1986  | Drapeau du Chili       | Santiago du Chili | Ne participe pas | -  | -      | -      | -     |
| 1990  | Drapeau du Pérou       | Lima              | Ne participe pas | -  | -      | -      | -     |
| 1994  | Drapeau du Venezuela   | Valencia          | 8/14             | 4  | 2      | 5      | 11    |
| 1998  | Drapeau de l'Équateur  | Cuenca            | 11/14            | 2  | 2      | 2      | 6     |
| 2002  | Drapeau du Brésil      | Brésil            | 9/12             | 1  | 5      | 6      | 12    |
| 2006  | Drapeau de l'Argentine | Buenos Aires      | 12/15            | 0  | 2      | 1      | 3     |
| 2010  | Drapeau de la Colombie | Medellín          | 13/15            | 0  | 0      | 2      | 2     |
| 2014  | Drapeau du Chili       | Santiago du Chili | 8/14             | 4  | 3      | 8      | 15    |
| 2018  | Drapeau de la Bolivie  | Cochabamba        | 11/14            | 2  | 4      | 4      | 10    |
| 2022  | Drapeau du Paraguay    | Asunción          |                  |    |        |        |       |
| Total | Total                  |                   |                  | 13 | 18     | 28     | 59    |